# Josef Týfa
Josef Týfa (* 5. Dezember 1913 in Běloves, Bezirk Nachod (Königreich Böhmen), Österreich-Ungarn; † 19. Januar 2007 in Prag) war ein tschechischer Schriftentwerfer.

## Biografie
In den 1930er Jahren zog Týfa aus seiner ostböhmischen Heimat nach Prag, um eine künstlerische Arbeit zu finden. Er begann in der Werbung und arbeitete für viele renommierte Firmen, wie Baťa, die Brauerei Pilsner Urquell und das Kaufhaus Brouk a Babka. Daneben studierte er Grafik an der Rotter School. Später war er als Grafikdesigner und Art Director für verschiedene tschechoslowakische Exportfirmen, darunter Centrotex, tätig. In dieser Funktion trug er viel zum Corporate Design der 1950er und 1960er Jahre bei.
Ab Mitte der 1960er Jahre konzentrierte er sich mehr auf das Schriftdesign und gewann mehrere Wettbewerbe der staatlichen Schriftgießerei Grafotechna. Als Schriftentwerfer war er Autodidakt; als Einflüsse auf sein Werk zählte er Jaroslav Benda, modernes Grafikdesign und moderne Architektur auf. Obwohl er fast während seiner gesamten Laufbahn als Schriftdesigner für den Bleisatz entwarf, stellte er sich in seinen letzten Jahren schnell auf das digitale Zeitalter ein und gab seinen alten Erfolgsschriften ein zeitgemäßeres Aussehen.

## Schriften
- Kollektiv Antiqua, 1958
- Tyfa Antiqua, 1959 (mit František Štorm 1998 als ITC Týfa überarbeitet und digitalisiert)
- Academia, 1968 (mit František Štorm 2003/04 als Academica überarbeitet und digitalisiert)
- Juvenis, 2001/02 (mit František Štorm nach Entwürfen aus 1979)

### Schriften
- ITC Týfa
- Academica
- Juvenis

### Weiterführende Links
- Kurzporträt
- Kurzinformation auf Linotype.com (englisch)
- Kurzinformation auf Stormtype.com (englisch)

| Personendaten    | Personendaten          |
| ---------------- | ---------------------- |
| NAME             | Týfa, Josef            |
| ALTERNATIVNAMEN  | Týfa                   |
| KURZBESCHREIBUNG | tschechischer Typograf |
| GEBURTSDATUM     | 5. Dezember 1913       |
| GEBURTSORT       | Náchod-Beloves         |
| STERBEDATUM      | 19. Januar 2007        |
| STERBEORT        | Prag                   |